# Мерлинка (кинофестиваль)
Международный кинофестиваль Мерлинка — ежегодный фестиваль фильмов квир-тематики, который проводится в Белграде (с 2009 года), Сараево (с 2013 года) и Подгорице (с 2014 года). В Белграде фестиваль проходит в течение второй недели декабря и длится пять дней. В Сараево и Подгорице проходит в январе и феврале каждого года. Фестиваль был основан в 2009 году Информационным центром геев и лесбиянок и Белградским молодёжным центром. Контент фестиваля представляют документальные и короткометражные фильмы со всего мира, посвященные проблемам геев, лесбиянок, бисексуалов, трансгендерных, интерсекс- и квир-людей. Директор фестиваля — Предраг Аздейкович.
Фестиваль был назван в честь Вьеры Миладинович Мерлинки, трансгендерной секс-работницы и актрисы, которая была убита в 2003 году. Она наиболее известна своей ролью в отмеченном наградами фильме «Мраморная задница» режиссёра Желимира Жильника.
Фестиваль был создан для продвижения искусства и культуры ЛГБТ. В 2014 году на фестивале был поставлен театральный спектакль о жизни Вьераны, «Признание Мерлинки», режиссёра Стеван Бодрожа. «Мерлинка» — единственный действующий кинофестиваль ежегодно проходящий в нескольких странах.

## Фильмы
| Год  | Фильм                                    | Жанр                            | Страна          |
| ---- | ---------------------------------------- | ------------------------------- | --------------- |
| 2009 | Отто, или В компании мертвецов           | Игровой                         | Германия        |
| 2010 | Tools 4 Fools                            | Короткометражка                 | США             |
| 2010 | Большой гей-мюзикл                       | Игровой                         | США             |
| 2010 | Familiensache                            | Документальный                  | Швейцария       |
| 2011 | Frischluft-Therapie                      | Короткометражка                 | Германия        |
| 2011 | Уикенд                                   | Игровой                         | Великобритания  |
| 2011 | East Bloc Love                           | Документальный                  | Беларусь        |
| 2012 | I’ve Only Just Begun                     | Короткометражка                 | Финляндия       |
| 2012 | Гейби                                    | Игровой                         | США             |
| 2012 | I Am a Woman Now                         | Документальный                  | Нидерланды      |
| 2013 | Camionero                                | Короткометражка                 | Куба            |
| 2014 | Through The Mirror I call it love        | Короткометражка Короткометражка | Филиппины Ливан |
| 2015 | 09:55-11:05, Ingrid Ekman, Bergsgatan 4B | Короткометражка                 | Швеция          |
| 2016 | Open Wound                               | Игровой                         | Сербия          |
| 2016 | Strike A Pose                            | Документальный                  | Нидерланды      |
| 2016 | Dove                                     | Короткометражка                 | Греция          |
| 2016 | Transition                               | Короткометражка                 | Сербия          |
| 2017 | 120 ударов в минуту                      | Игровой                         | Франция         |
| 2017 | Queercore: How to Punk a Revolution      | Документальный                  | Германия        |
| 2017 | Fish Curry                               | Короткометражка                 | Индия           |
| 2017 | Quiero decirte                           | Короткометражка                 | Сербия          |
| 2018 | Жёсткая краска                           | Игровой                         | Бразилия        |
| 2018 | Tranny Fag                               | Документальный                  | Бразилия        |
| 2018 | Whole                                    | Короткометражка                 | Болгария        |
| 2018 | Two of Every Kind                        | Анимационный                    | Израиль         |
| 2018 | Sisak                                    | Короткометражка                 | Индия           |
| 2018 | Zid                                      | Короткометражка                 | Сербия          |